# 로열 메달
로열 메달(Royal Medal)은 왕립학회가 매년 영국 연방에서 "자연에 대한 지식의 발전에 가장 중요한 공헌을 한" 두 사람과 "응용 과학 분야에서 뛰어난 공헌을 한" 한 사람에게 주는 상으로, 금도금된 은메달이 수여된다.